# Cryptops positus
Cryptops positus är en mångfotingart som beskrevs av Chamberlin 1939. Cryptops positus ingår i släktet Cryptops och familjen Cryptopidae.
Artens utbredningsområde är Honduras. Inga underarter finns listade i Catalogue of Life.